# Zen Nippon Kendō Renmei Iai
Lo Zen Nippon Kendō Renmei Iai (全日本剣道連盟居合?, zen nihon kendō renmei iai), o più comunemente solo Seitei Iai (制定 居合?, seitei iai), è lo stile di iaidō ufficiale della All Japan Kendo Federation.
Nel 1969 l'AJKF codificò per la prima volta sette forme di iaidō scelte tra le maggiori scuole tradizionali koryū (古流?, koryū) di kenjutsu, kendō, iaijutsu e iaidō, sintetizzandole in un unico kata. Nel 1976 ci fu una rivisitazione generale del kata ad opera della commissione tecnica, e nel 1980 furono aggiunte altre tre forme. Infine, il 2 dicembre 2000 furono aggiunte le ultime due forme che unite alle precedenti, formano le attuali dodici forme del kata seitei-iai.
Nel seitei quindi è evidente l'influenza predominante della Musō Jikiden Eishin-ryū, della Musō Shinden-ryū e della Hoki-ryū, motivi per cui il seitei si presta come ottimo strumento valutativo degli iaidōka ai fini sia dello studio dello iaidō che dei passaggi di grado.

## Composizione del kata
Il seitei iai si divide in tre serie:
- Seiza-no-bu
  1. Mae (前? Di fronte)
  2. Ushiro (後ろ? Dietro)
  3. Ukenagashi (受け流し? Ricevere, deviare e tagliare)
- Iai-hiza-no-bu
  1. Tsuka-ate (柄当て? Colpire con l'impugnatura)
- Tachiai-no-bu
  1. Kesa-giri (袈裟切り? Taglio diagonale)
  2. Morote-zuki (諸手突き? Colpo a due mani)
  3. Sanpō-giri (三方切り? Taglio in tre direzioni)
  4. Ganmen-ate (顔面当て? Colpo al volto)
  5. Soete-zuki (添え手突き? Affondo a mani unite)
  6. Shihō-giri (四方切り? Taglio in quattro direzioni)
  7. Sō-giri (総切り? Tagli completi)
  8. Nukiuchi (抜き打ち? Estrazione improvvisa)